# Dvärgtandkarp
Dvärgtandkarp (Heterandria formosa) är en fiskart som beskrevs av Girard, 1859. Dvärgtandkarp ingår i släktet Heterandria och familjen Poeciliidae. Inga underarter finns listade i Catalogue of Life.